# Patrick Playfair
Sir Patrick Henry Lyon Playfair CB, KBE, CVO, MC (22. listopadu 1889 – 23. listopadu 1974) byl britský vojenský letec který byl za první světové války důstojníkem v Royal Flying Corps a poté vyšším velitelem v Royal Air Force až do svého odchodu do výslužby v průběhu druhé světové války.
V roce 1945 byl spolu s generálem J. F. C. Fullerem a admirálem Reginaldem Baconem spoluautorem publikace Warfare Today: How Modern Battles Are Planned and Fought on Land, at Sea, and in the Air.